# Gordon Dunn
Gordon Dunn, född 16 april 1912 i Portland, Oregon, död 26 juli 1964 i San Francisco, var en amerikansk friidrottare.
Dunn blev olympisk silvermedaljör i diskus vid sommarspelen 1936 i Berlin.